# فیشباخ-اوبرادن
فیشباخ-اوبرادن (به آلمانی: Fischbach-Oberraden) یک شهر در آلمان است که در بیتبورگ-پروم واقع شده‌است.